# أيدان بيكر
أيدان بيكر (31 ديسمبر 1964 في المملكة المتحدة - )  (بالإنجليزية: Aidan Baker)‏ هو لاعب كريكت بريطاني. لعب مع Berkshire County Cricket Club ‏ وSuffolk County Cricket Club ‏ وSurrey Cricket Board ‏.